# Дахук (город)
Даху́к (курд. دھۆک, ассир. ܢܘܗܕܪܐ, Nohadra, араб. دهوك‎, DMG: Dahūk) — город на севере Ирака, находящийся в автономном регионе Курдистан, столица одноимённой иракской провинции.
Название города имеет курдское происхождение, что означает «Малая деревня». Он размещен на высоте 585 м над уровнем моря, в 470 км от Багдада.

## История
Город Духок имеет древнюю ассирийскую и хурритскую историю с момента Среднеассирийской империи и Урарту, и изначально он был заселен ассирийцами и назывался Нухадра.
Город присоединился к курдскому княжеству Бахдинан где-то в XIII или XIV веке в рамках основания курдского племени Хаккари. Как отмечал Эвлия Челеби в Сеяхатнаме (Книга о путешествиях), княжество было разделено на: Акре, Заху, Шихой, Духок, Зибари и Музури.

### Османский период
В 1820 году Рич описал Духок как небольшой город, состоящий из 300 домов, являющийся основным местом проживания племени Доски, сопровождаемый восьмидесятью дополнительными деревнями. Миссионер Генри Аарон Стерн (1851 год) наблюдал разнообразное население Дохука, включая иудеев. Штерн также отметил, что кяхья, или сельский мэр, был ассириец аллегорической принадлежности к Халдейской католической церкви. К 1859 году раввин Иэхиэль обнаружил два миньяна иудеев в этой местности. Мусульманское и ассирийское христианское сообщества составляли около ста домохозяйств.
В 1929 году население города достигло примерно 3 500 человек, преимущественно состоящего из курдов. Среди 550 домов 65 были ассирийские христиане, а 30 - иудеи.

### Новое время
Университет Духока был основан 31 октября 1992 года.
Город населяют различные этнические группы, включая иракских курдов, которые составляют большинство, меньшинство составляют ассирийцы, и арабы. Город также принимает десятки тысяч внутренне перемещенных лиц (ВПЛ), большинство из которых курды-езиды и ассирийцы после расширения Исламского государства в Ираке в 2014 году и последующего падения Мосула и Ниневии после двух месяцев борьбы, а также массового убийства в Синджаре, в ходе которого 5 000 езидов были убиты во время геноцида езидов ИГИЛ. Согласно данным Международная организация по миграции (МОМ-Ирак), к июню 2019 года Дохукская губерния принимала 326 106 ВПЛ в 169 местах.

## Туризм
Дахук неплохо развит в области туризма. Есть много мест, которые можно посетить. Среди которых Sulaf, Ashawa и плотина Дохука.

## Экономика
Город Дахук с точки зрения ВВП не самый богатый город в Ираке и Южном Курдистане. Однако в Дахуке строятся многие кварталы с виллами, много дорогих автомобилей, нет проблем с продовольствием, топливом и другими предметами первой необходимости, так как они приходят из Турции и Сирии в Дахук первыми.

## Спорт
Спорту в городе отведено особое место. Среди наиболее значимых побед можно выделить: Дахук (футбольный клуб) — Чемпион Ирака по футболу 2010, Дахук (баскетбольный клуб) — 4-кратный чемпион Ирака (2008-09, 2009-10, 2010-11, 2011-12) и 3-кратный чемпион Курдистана (2009-10, 2010-11, 2011-12).

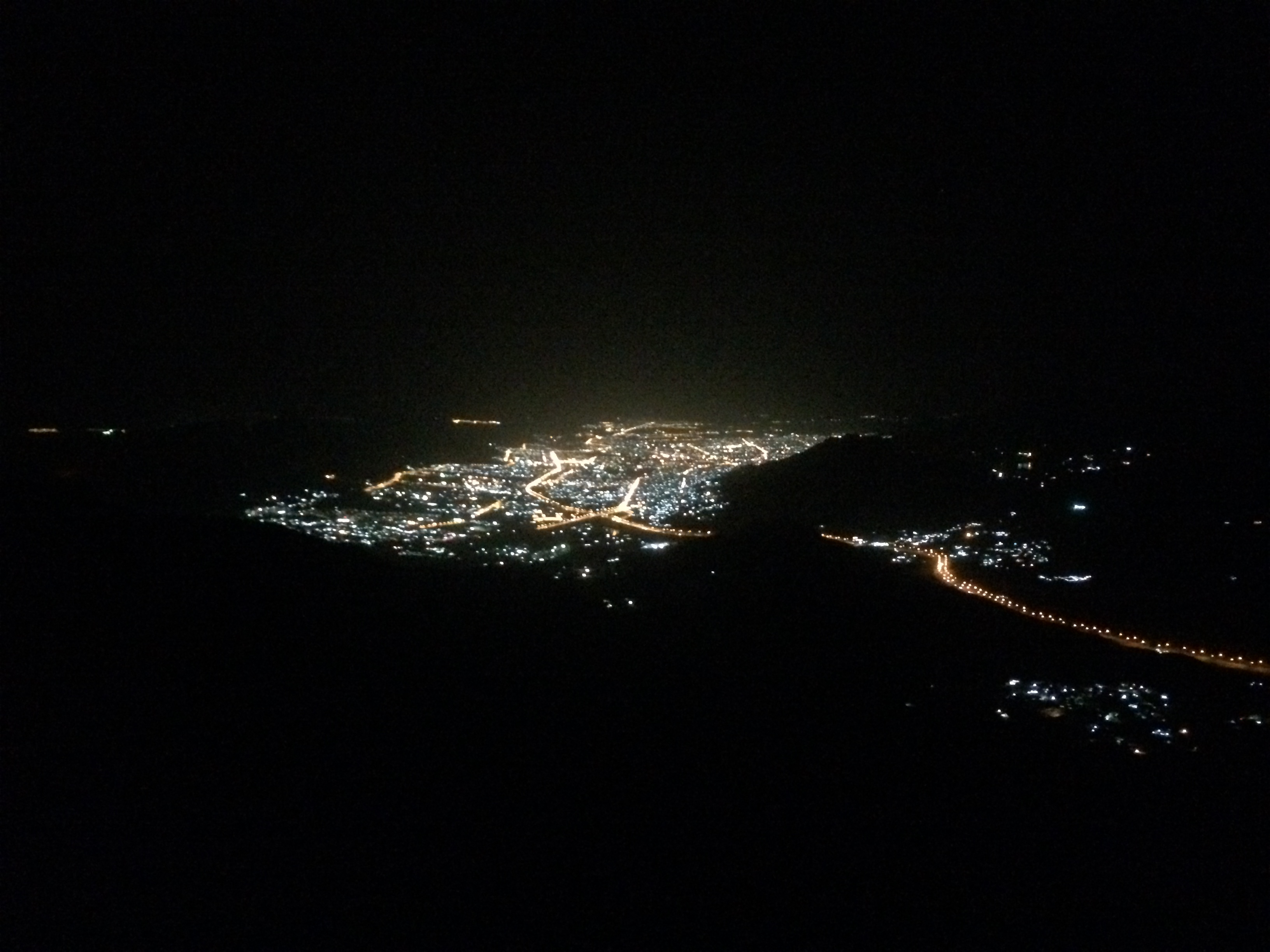
Дахук ночью

## Население

### Численность населения
| 1965   | 2008    | 2010    | 2013    | 2015    | 2018    |
| ------ | ------- | ------- | ------- | ------- | ------- |
| 16 803 | 226 899 | 255 364 | 296 992 | 330 600 | 340 900 |

### Этнический состав
Большинство жителей являются курдами, меньшинство — ассирийцы и арабы.

### Конфессиональный состав
Жители преимущественно следуют исламу, христианству и езидизму.

### Лингвистический состав
Курдский — самый распространённый родной язык города, многие также владеют арабским и арамейским.

## Известные уроженцы, жители
В Дахуке завершил начальную и среднюю школу Абдул Карим Финди, курдский писатель.

## Климат
Дахук имеет тропическо-пустынный климат. Температуры типичны для Месопотамии, характеризуются чрезвычайно высокими значениями летом и мягкими зимними значениями. Осадки выпадают в холодные месяцы.
| Показатель                    | Янв. | Фев. | Март | Апр. | Май | Июнь | Июль | Авг. | Сен. | Окт. | Нояб. | Дек. | Год  |
| ----------------------------- | ---- | ---- | ---- | ---- | --- | ---- | ---- | ---- | ---- | ---- | ----- | ---- | ---- |
| Абсолютный максимум, °C       | 20   | 27   | 30   | 34   | 42  | 44   | 48   | 49   | 45   | 39   | 31    | 24   | 49   |
| Средний суточный максимум, °C | 11   | 14   | 19   | 24   | 32  | 38   | 42   | 41   | 37   | 29   | 20    | 13   | 26,7 |
| Средняя температура, °C       | 7    | 10   | 14   | 18   | 25  | 31   | 34   | 34   | 29   | 22   | 14    | 9    | 20,6 |
| Средний суточный минимум, °C  | 3    | 5    | 9    | 13   | 18  | 23   | 27   | 26   | 21   | 15   | 8     | 6    | 14,5 |
| Абсолютный минимум, °C        | −4   | −6   | −1   | 3    | 6   | 10   | 13   | 17   | 11   | 4    | −2    | −2   | −6   |
| Норма осадков, мм             | 101  | 120  | 111  | 70   | 38  | 0    | 0    | 0    | 1    | 10   | 57    | 108  | 616  |

## Города-побратимы
- Гейнсвилл — Флорида, США, 2006 год